# Obručanka nádherná
Obručanka nádherná (Epitonium scalare) je mořský plž z čeledi Epitoniidae. Tento malý plž neobvykle originálního tvaru obývá písečná a bahnitá dna evropských pobřeží v pásmech, kde žijí mořské řasy. Jeho charakteristickou ulitu s vyčnívajícími žebry je možné spatřit zejména na jaře a začátkem léta. Ulita je dlouhá 2 – 4 cm, její průměr 4 – 10 mm.
Představuje trochu zvláštní typ hermafrodita, tedy jedince, který je zpočátku sameček a v době reprodukčního období se změní v samičku. Období kladení vajíček spadá do června a července. Hnízdo tvoří síť vajíček, umístěných na dně a přikrytých bahnem či pískem. Po devíti dnech se z nich vylíhnou larvy, které si vytvoří malou ulitu stočenou do spirály.